# Luís Domingues
Luís Domingues é um município brasileiro do estado do Maranhão. Sua população é de 6.984 habitantes.
O nome do município é em homenagem ao jurista maranhense Luís Antônio Domingues da Silva.

## História
O município de Luís Domingues foi criado pela lei estadual nº 2176, de 20 de dezembro de 1961.
As mais importantes festas religiosas do município são a de São Benedito, realizada no final de dezembro e início de janeiro, São João Batista e São Pedro em junho, São José em agosto e Nossa Senhora de Nazaré, homenageada no terceiro domingo de setembro com participação de romeiros das diversas localidades do Pará e do Maranhão.

## Geografia
A área do município de Luís Domingues é de 467,251 quilômetros quadrados, o que o coloca na posição 170 dentre as 217 cidades do Maranhão.
| Área da unidade territorial [2024] | 467,251 km²                   |
| Hierarquia urbana [2018]           | Centro Local                  |
| Região de Influência [2018]        | Carutapera - Centro de Zona B |
| Região intermediária [2024]        | Santa Inês - Bacabal          |
| Região imediata [2024]             | Governador Nunes Freire       |
| Mesorregião [2022]                 | Oeste Maranhense              |
| Microrregião [2022]                | Gurupi                        |

Fonte: IBGE
| Bioma predominante [2024]             | Amazônia |
| Área urbanizada [2019]                | 1,66 km² |
| Esgotamento sanitário adequado [2010] | 34,8 %   |
| Arborização de vias públicas [2010]   | 33,6 %   |
| Urbanização de vias públicas [2010]   | 0 %      |

Fonte: IBGE
Educação
| Taxa de escolarização de 6 a 14 anos de idade [2010]             | 98,1 %           |
| IDEB – Anos iniciais do ensino fundamental (Rede pública) [2023] | 4,9              |
| IDEB – Anos finais do ensino fundamental (Rede pública) [2023]   | 4,5              |
| Matrículas no ensino fundamental [2023]                          | 1.155 matrículas |
| Matrículas no ensino médio [2023]                                | 297 matrículas   |
| Docentes no ensino fundamental [2023]                            | 78 docentes      |
| Docentes no ensino médio [2023]                                  | 17 docentes      |
| Número de estabelecimentos de ensino fundamental [2023]          | 8 escolas        |
| Número de estabelecimentos de ensino médio [2023]                | 1 escolas        |

Fonte: IBGE
Economia
| PIB per capita [2021]                                                                           | 8.174,33 R$      |
| Índice de Desenvolvimento Humano Municipal (IDHM) [2010]                                        | 0,588            |
| Total de receitas brutas realizadas [2023]                                                      | 40.979.379,65 R$ |
| Transferências correntes (Percentual em relação às receitas correntes brutas realizadas) [2023] | 96,82 %          |
| Total de despesas brutas empenhadas [2023]                                                      | 39.808.452,01 R$ |

Fonte: IBGE
| Salário médio mensal dos trabalhadores formais [2022]                                             | 2,2 salários mínimos |
| Pessoal ocupado [2022]                                                                            | 549 pessoas          |
| População ocupada [2022]                                                                          | 7,67 %               |
| Percentual da população com rendimento nominal mensal per capita de até 1/2 salário mínimo [2010] | 55,5 %               |

Fonte: IBGE
Saúde
| Mortalidade Infantil [2023]              | 29,13 óbitos por mil nascidos vivos    |
| Internações por diarreia pelo SUS [2024] | 0,0 internações por 100 mil habitantes |
| Estabelecimentos de Saúde SUS [2009]     | 3 estabelecimentos                     |

Fonte: IBGE